# Basilique Sainte-Lucie du Trampal
L'église de Sainte-Lucie du Trampal est un temple à la datation incertaine comprise entre le VIIe et le IXe siècle. L'église est située dans la commune espagnole de Alcuéscar, dans la province de Cáceres,. Il s'agit d'un édifice singulier avec des caractéristiques architecturales wisigothes et une influence postérieure mozarabe qui distribue son chœur et trois chapelles rectangulaires ouvertes avec un transept. Il s'agit du seul bâtiment d'époque wisigothe conservé debout dans la moitié sud de la péninsule ibérique. Depuis le 5 octobre 1983, la basilique est déclarée bien d'intérêt culturel

## Contexte historique
L'importance du territoire de l'actuelle l'Estrémadure au temps du royaume hispano-wisigothe héritait en grande partie sa vitalité à l'époque romaine. Cette importance se retrouve dans les sièges épiscopaux de Mérida et Coria. À partir de la fin du VIe siècle, la première jouit d'un prééminence notable, qui diminua au VIIe siècle en faveur de Tolède.
Autour des principaux foyers de la culture hispano-wisigothe, particulièrement autour de Mérida, furent construits des temples ruraux, églises, basiliques ou monastères qui ont émaillèrent l'espace rural de la région, et dont subsistent de nombreux éléments à Fregenal de la Sierra, Jerez des Cavaliers, Garciaz, Brozas, Alcántara, Saint Pierre de Mérida, Badajoz, Cáceres, Montánchez, Casa Herrera, Alconétar ou Alcuéscar. C'est dans cette dernière localité que se trouve la basilique de Sainte-Lucie du Trampal.

## Description
Construite à trois kilomètres au sud de la localité d'Alcuéscar, cette petite basilique a dû faire partie d'un monastère car elle est encore connue sous le nom de « couvent ». À la fin du Moyen Âge l'église fut refaite et on lui ajouta des éléments : nouveaux piliers pour la croisée des transepts, arcs en ogive surplombant la salle ou nef d'origine, qui avaient probablement perdu leurs soubassements de bois initiaux.

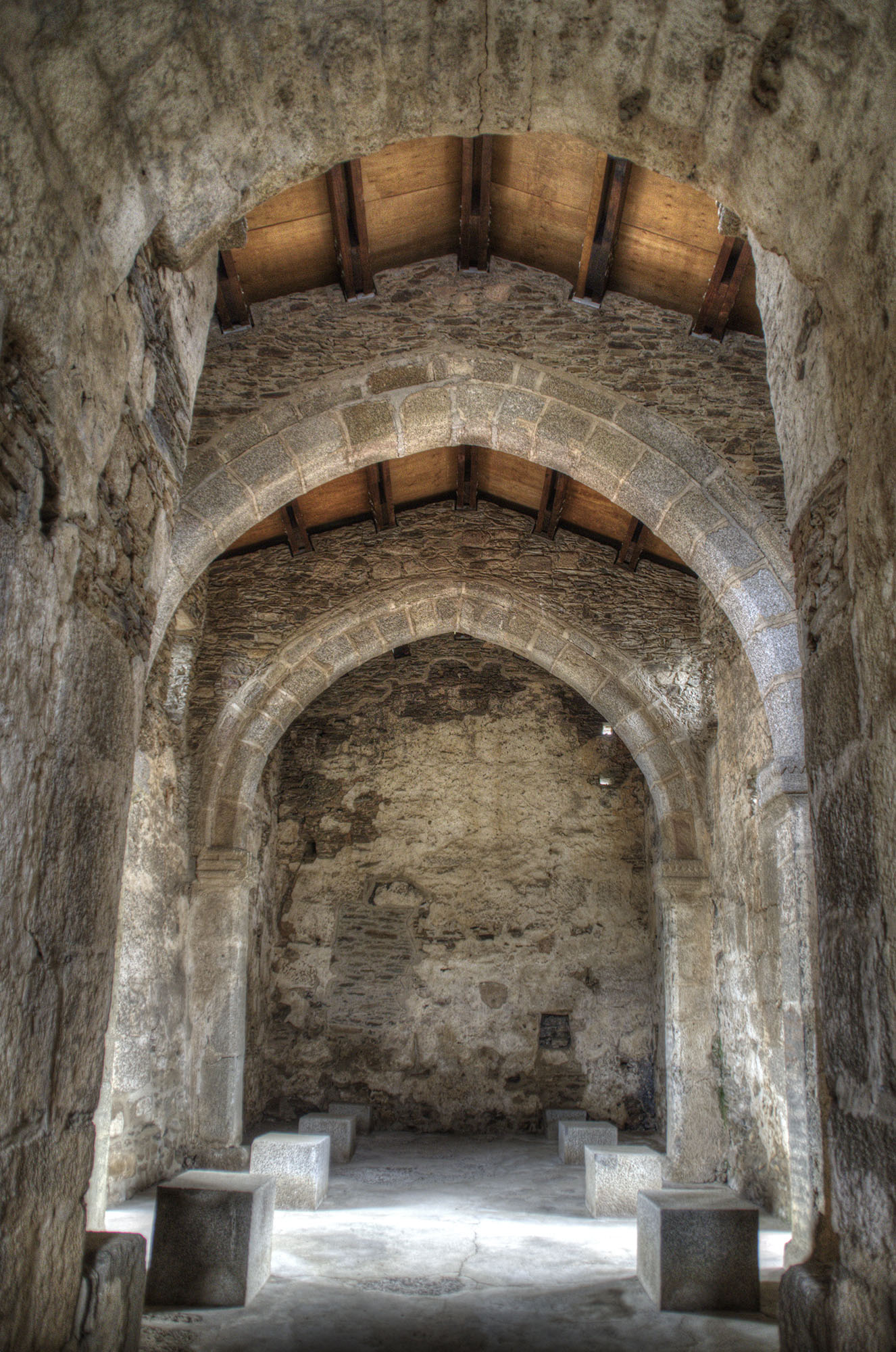
Nef centrale.

De l'ensemble d'origine de la basilique hispano-wisigothe, nous sont parvenus une série de chapelles adossées et de portiques latéraux, des restes extérieurs et le corps principal. Celui-ci est formé par le chevet, un petit espace qui sert aussi de chœur et le salle ou nef. Les voûtes, tours et les angles sont en pierres de taille, le reste est en pierre et briques.
L'espace est organisé autour de la salle à nef triple séparée par deux rangées d'arches de côté appuyées sur 5 piliers de granite, le petit chœur, une ample croisée transversale et trois chapelles du chevet. Ces dernières ne sont pas adossées mais complètement séparées par des murs. Par la salle principale, on accède à la croisée à travers de petites portes ouvertes de chaque côté dans la part occidentale. Le peu de lumière intérieure provient des fenêtres disposées sur chaque abside et à chaque extrémité de la croisée.

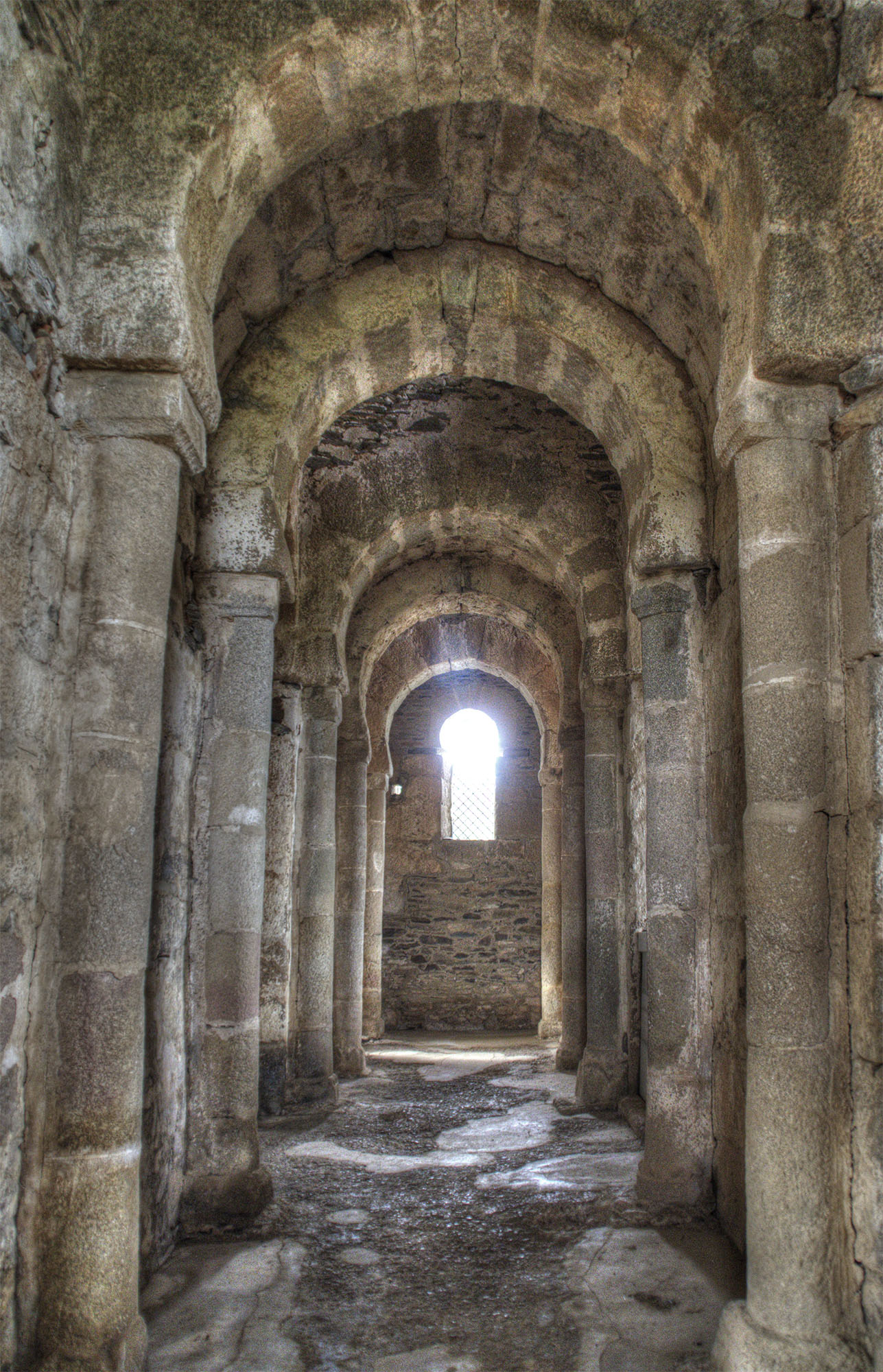
Transept de la basilique

La nef, la croisée, les absides et la tours sont couverts avec des voûtes plein cintre outrepassées. Dans les tronçons des croisées que précédant chaque abside, ont dû se trouver des structures de brique en forme de petit dôme ou ciboire plus élevé avec tour en arêtes, aujourd'hui disparus. Douze colonnes de la croisée sont adossées au mur, ils soutiennent autant d'arcs. L'espace est sobre et harmonieux et était décoré à son origine avec de fines plaques de marbre gravées en bas-relief. Beaucoup furent arrachées mais certaines sont in situ et confirment l'origine wisigothe du bâtiment.
Cette solution architecturale sans contreforts est d'un grand intérêt. La solidité est obtenue par la disposition orthogonale qui distribue la pression mutuelle et réciproque dans toutes les structures, notamment dans les absides. Cette articulation du bâtiment détermine la segmentation de l'espace intérieur, dans lequel nous trouvons un espace réduit dans la nef, un autre plus ample dans la croisée et enfin un très intime dans les trois chapelles. Cette différenciation des espaces était marquée originellement par des chancels perdus, mais dont restent des marques dans les fentes pratiquées dans les murs et dans le sol, destinées à les recevoir et qui sont bien visibles en bout de nef et dans les accès aux absides.
La distribution intérieure reflète directement la liturgie qui imposait des lieux pour les fidèles. Lors du IVe concile de Tolède, en 633, les prêtres communiaient devant l'autel, le clerc dans le chœur et le village en dehors du chœur. Cette disposition se reflète dans la basilique de Sainte-Lucie, qui dispose d'une salle à trois nefs pour le village, un petit chœur pour les religieux et trois chapelles absidiales.
En ce qui concerne la structure du presbytère, avec trois chapelles indépendantes en tête, certains y voient un parallélisme lointain avec des bâtiments de la Méditerranée orientale. Cependant, c'est la ressemblance avec l'église Saint-Jean-Baptiste de Baños de Cerrato qui est la plus importante. Celle-ci a été découverte dans les excavations de début du XXe siècle. Sa morphologie et sa structure sont proches de l'exemple bien daté de Baños de Cerrato. Son organisation spatiale coïncide avec les besoins liturgiques du VIIe siècle et suggère une datation du deuxième tiers du VIIe siècle. Cette datation est cependant toujours l'objet de recherches par les spécialistes.

## Galerie

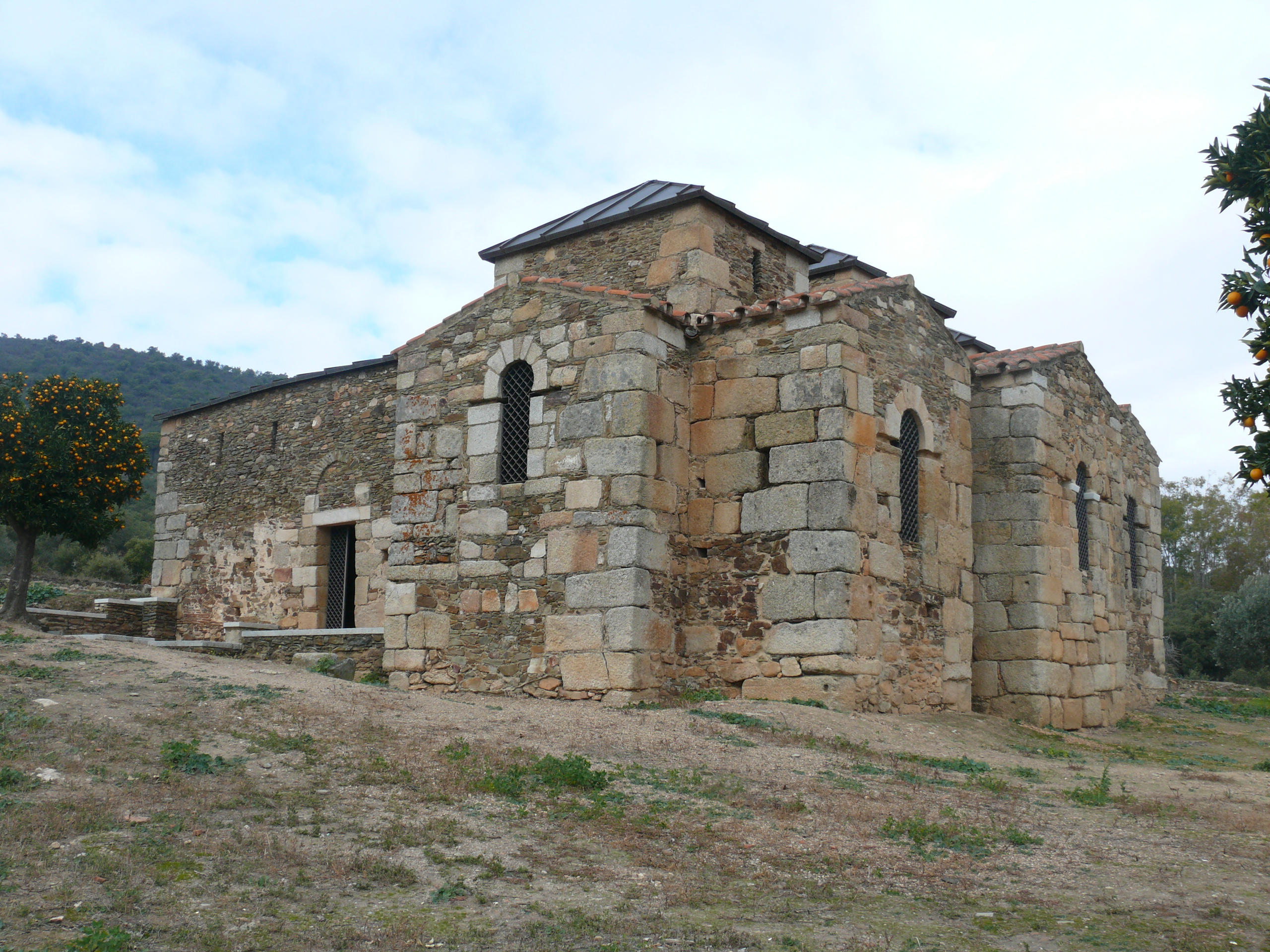
Extérieur.
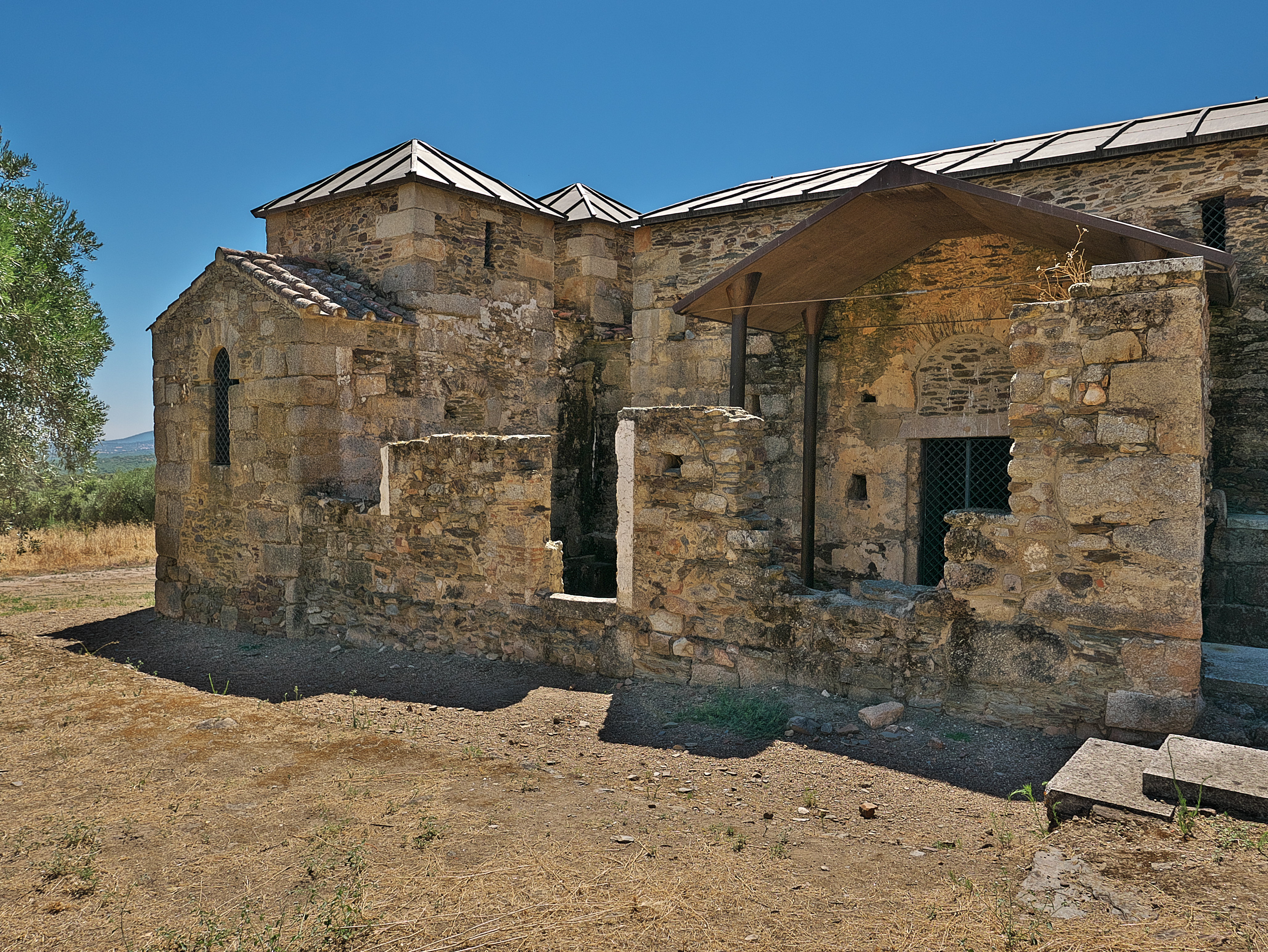
Façade septentrionale.
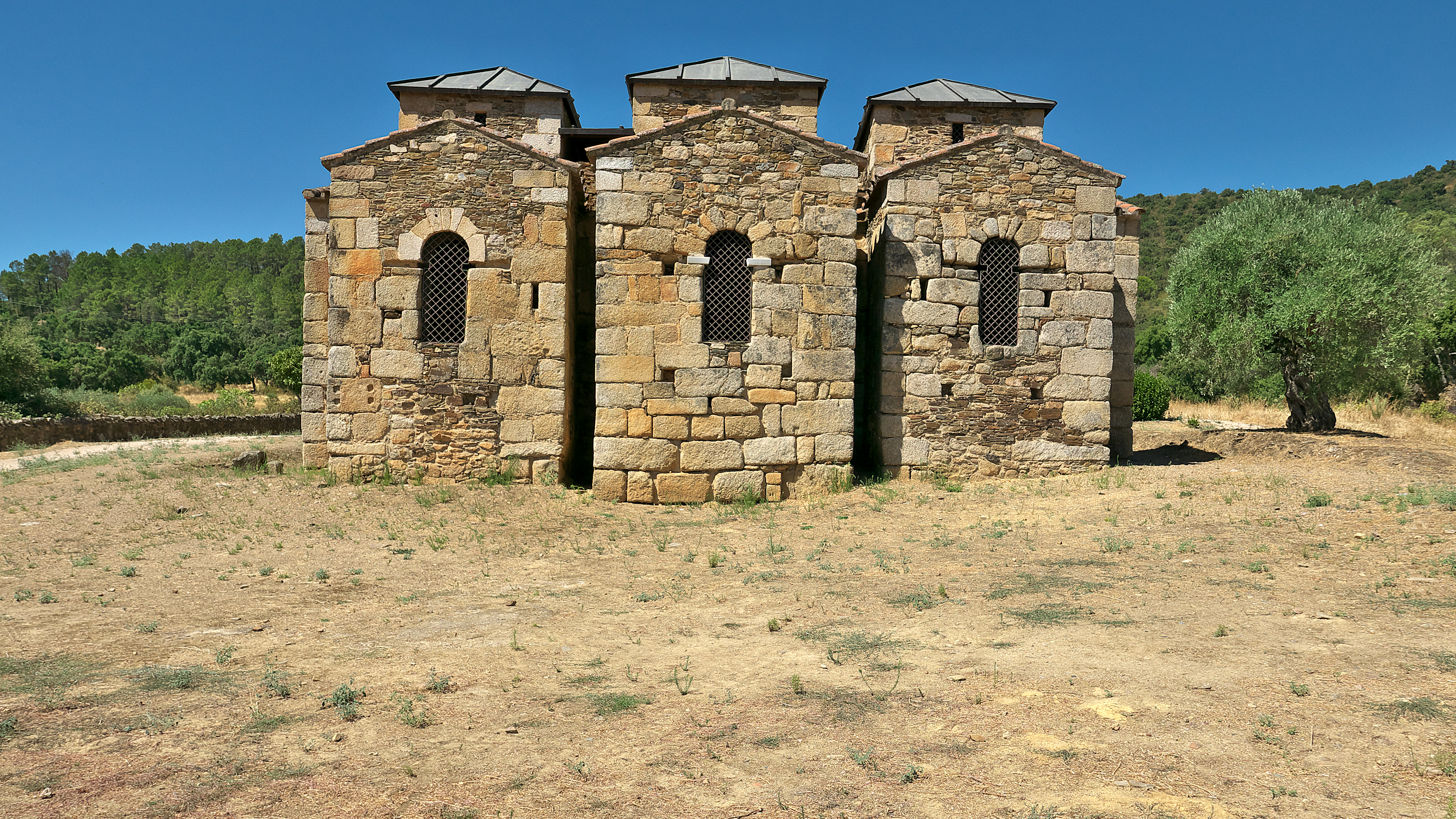
Les trois absides.
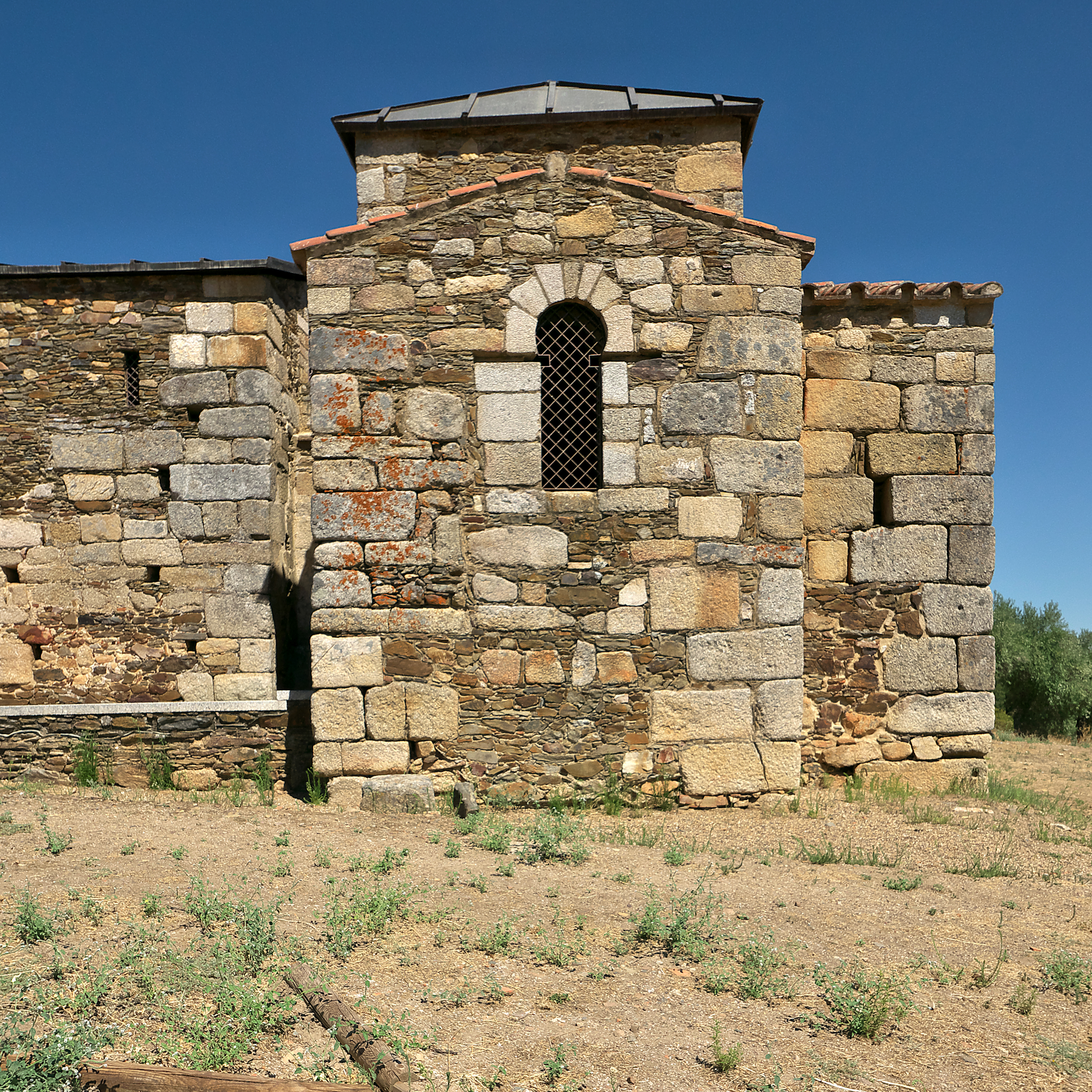
Croisée sud.
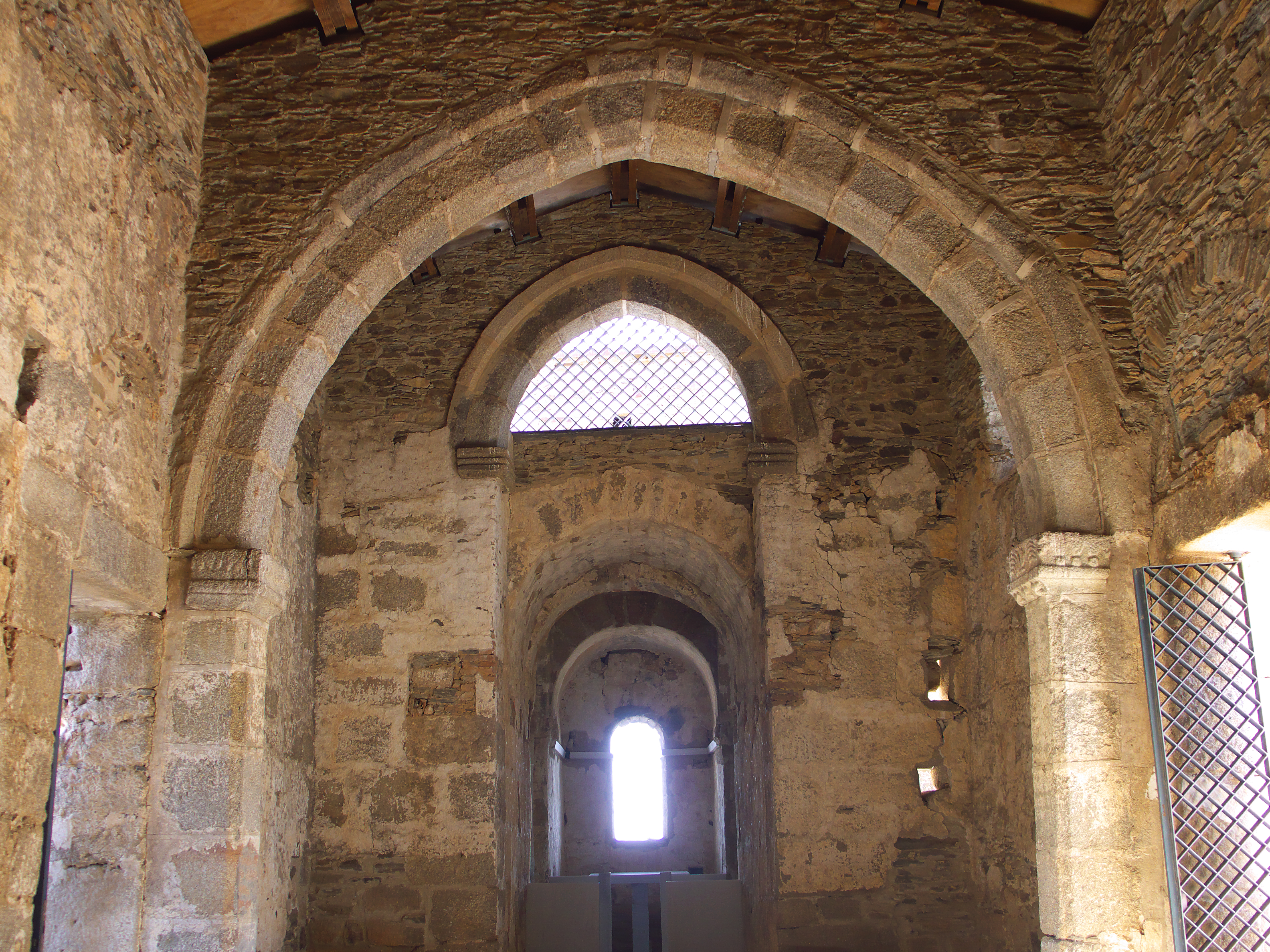
Arc de la croisée.
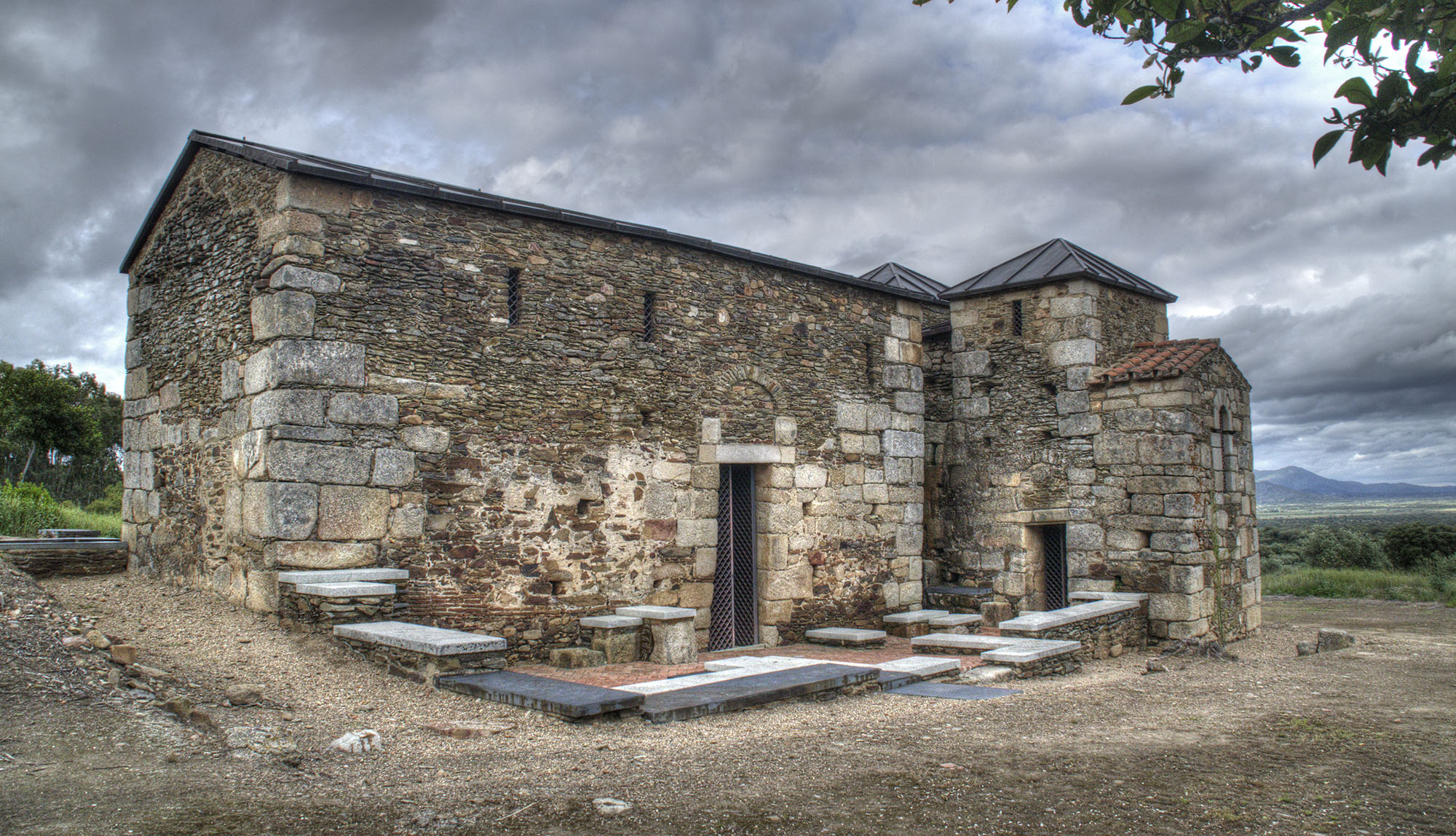
Façade méridionale.